# Leandro Vella
Leandro Vella (San Alberto, provincia de Córdoba, Argentina, 9 de noviembre de 1996) es un futbolista profesional argentino. Juega de extremo y su actual club es Cipolletti, del Federal A.

## Estadísticas

### Clubes
| Club                            | Div.          | Temporada     | Liga  | Liga  | Liga   | Copas nacionales | Copas nacionales | Copas nacionales | Torneos internacionales | Torneos internacionales | Torneos internacionales | Total | Total | Total  |
| Club                            | Div.          | Temporada     | Part. | Goles | Asist. | Part.            | Goles            | Asist.           | Part.                   | Goles                   | Asist.                  | Part. | Goles | Asist. |
| ------------------------------- | ------------- | ------------- | ----- | ----- | ------ | ---------------- | ---------------- | ---------------- | ----------------------- | ----------------------- | ----------------------- | ----- | ----- | ------ |
| Instituto Argentina             | 2.ª           | 2016          | 16    | 5     | 0      | 1                | 0                | 0                | —                       | —                       | —                       | 17    | 5     | 0      |
| Instituto Argentina             | 2.ª           | 2016-17       | 16    | 1     | 0      | 1                | 0                | 0                | —                       | —                       | —                       | 17    | 1     | 0      |
| Instituto Argentina             | 2.ª           | 2018-19       | 10    | 1     | 0      | —                | —                | —                | —                       | —                       | —                       | 10    | 1     | 0      |
| Instituto Argentina             | Total club    | Total club    | 42    | 7     | 0      | 2                | 0                | 0                | 0                       | 0                       | 0                       | 44    | 7     | 0      |
| Central Córdoba Argentina       | 3.ª           | 2017-18       | 27    | 8     | 0      | 1                | 3                | 0                | —                       | —                       | —                       | 28    | 11    | 0      |
| Central Córdoba Argentina       | 1.ª           | 2019-20       | 7     | 0     | 0      | —                | —                | —                | —                       | —                       | —                       | 7     | 0     | 0      |
| Central Córdoba Argentina       | Total club    | Total club    | 34    | 8     | 0      | 1                | 3                | 0                | 0                       | 0                       | 0                       | 35    | 11    | 0      |
| Godoy Cruz Argentina            | 1.ª           | 2019-20       | 14    | 1     | 1      | —                | —                | —                | —                       | —                       | —                       | 14    | 1     | 1      |
| Godoy Cruz Argentina            | Total club    | Total club    | 14    | 1     | 1      | 0                | 0                | 0                | 0                       | 0                       | 0                       | 14    | 1     | 1      |
| San Martín de Tucumán Argentina | 2.ª           | 2019-20       | —     | —     | —      | 1                | 0                | 0                | —                       | —                       | —                       | 1     | 0     | 0      |
| San Martín de Tucumán Argentina | 2.ª           | 2021          | 32    | 1     | 0      | 0                | 0                | 0                | —                       | —                       | —                       | 32    | 1     | 0      |
| San Martín de Tucumán Argentina | Total club    | Total club    | 32    | 1     | 0      | 1                | 0                | 0                | 0                       | 0                       | 0                       | 33    | 1     | 0      |
| Total carrera                   | Total carrera | Total carrera | 122   | 17    | 1      | 4                | 3                | 0                | 0                       | 0                       | 0                       | 126   | 20    | 1      |

## Palmarés

### Torneos nacionales
| Ascenso          | Club                | Sede                | Año     |
| ---------------- | ------------------- | ------------------- | ------- |
| Torneo Federal A | Central Córdoba SdE | Santiago del Estero | 2017-18 |

- Datos: Q61637770